# Jocs Marcials
Els Jocs Marcials (en llatí: Ludi Martiales) o també de Martis Ultoris ('Mart venjador') eren uns jocs romans que se celebraven cada any al primer d'agost al Fòrum d'August i en honor de Mart.
També es van celebrar durant un temps uns jocs amb el mateix nom el dia 12 de maig, data de la consagració del temple a Mart que s'havia erigit provisionalment al Capitoli l'any 20 aC.
Els Jocs Marcials els organitzaven els cònsols, i els senadors tenien el privilegi de contractar els cavalls que hi participaven. Algunes vegades s'havia celebrat una Venatio durant aquests jocs.